# Ceropegia manderensis
Ceropegia manderensis ist eine Pflanzenart aus der Unterfamilie der Seidenpflanzengewächse (Asclepiadoideae). Die Art ist in einem sehr kleinen Gebiet in Nordost-Kenia endemisch.

## Merkmale

### Vegetative Merkmale
Ceropegia manderensis ist eine krautige, blattreiche, fein flaumig behaarte, drahtig windende Pflanze, die bis 1,5 m hoch wird. Der Milchsaft ist unbekannt. Die abgeflacht-rundliche Wurzelknolle erreicht einen Durchmesser bis zu 25 mm. Die krautigen Triebe sind schlank und haben 1,5 mm Durchmesser. Die Internodien sind 60 bis 200 mm lang. Die Blattspreite misst 30 bis 70 mm in der Länge und 15 bis 40 mm in der Breite. Sie ist ausgebreitet und krautig, schmal- bis breit-elliptisch. Die Spreitenbasis ist herzförmig, gerundet oder keilförmig. Der Spreiten-Apex ist zugespitzt, die Ränder ganzrandig und ziliat. Die Oberseite ist dicht flaumig behaart, die Unterseite ist weniger dicht behaart, aber deutlich blasser. Die Nervatur tritt deutlich hervor; sie ist deutlich stärker behaart als der Rest der Blattoberfläche.

### Blütenstand und Blüten
Der sessile, nicht beständige Blütenstand ist ein doldenförmiges Pleiochasium (Trugdolde), das nahe der Blattachsel gebildet wird. Der Blütenstand weist ein bis fünf Blüten auf, wobei bis zu drei Blüten gleichzeitig geöffnet sein können. Die Tragblätter (Brakteen) sind pfriemlich bei einer Länge von ca. 1 mm auf der Unterseite flaumig behaart. Die zygomorphen, zwittrigen Blüten sind fünfzählig und mit doppelter Blütenhülle versehen. Die Kelchblätter sind pfriemlich geformt, zugespitzt und messen ca. 2,5 mm in der Länge und 0,7 mm in der Breite (an ihrer Basis). Sie sind auf der Außenseite dicht mit einem feinen Flaum behaart oder beschuppt. Die schlanken Blütenstiele werden 5 bis 15 mm lang; sie sind ebenfalls dicht und fein flaumig behaart oder beschuppt.
Die fünf nur an ihrer Basis verwachsenen und unbehaarten Kelchblätter sind bei einer Länge von 2,75 mm linealisch-lanzettlich. Die Blütenkrone ist insgesamt 11 bis 15 mm hoch. Die fünf Kronblätter sind im unteren Teil zu einer geraden, außen kahlen Kronröhre mit einer Länge (Höhe) von 6 mm verwachsen. Der Durchmesser der Kronröhre beträgt etwa 2 mm, an der Basis ("Kessel") ist sie urnenförmig aufgebläht. Hier beträgt der Durchmesser 3,5 mm. Oberhalb des Kronröhrenkessels erweitert sich die Röhre nur sehr mäßig. Die Außenseite der Kronröhre ist weißlich und kahl. Sie ist auch innen, einschließlich des Kronröhrenkessels völlig kahl. Die Kronblattzipfel sind zylindrisch-linealisch, 4 bis 6 mm lang und damit etwa gleich lang wie die Kronröhre. Sie sind entlang der Längsachse sanft gewölbt nach außen gebogen, ohne einen Kiel zu bilden. Sie sind zylindrisch mit einer ohrförmigen Basis. Benachbarte Kronblattzipfel sind durch tiefe Einbuchtungen voneinander getrennt. Die Spitzen der Kronblattzipfel sind miteinander verbunden, die Kronblattzipfel bilden somit eine elliptische käfigartige Struktur mit einem Durchmesser von etwa 6 mm. Die Kronblattzipfel sind innen und außen dicht und fein flaumig behaart. Sie sind schokoladenbraun bis fast schwarz gefärbt. Die Nebenkrone ist deutlich gestielt, der Stiel ist 2,5 mm hoch und misst 1,5 bis 2 mm im Durchmesser. Die interstaminalen (oder äußeren) Nebenkronblattzipfel sind ausgebreitet und bilden fünf flache untertassenförmige, 0,3 mm tiefe und 0,7 mm breite Taschen. Die oberen Ränder sind abgeschnitten. Die staminalen (oder inneren) Nebenkronblattzipfel sind spatelförmig und aufrecht. Sie sind an den Spitzen verwachsen, die Spitzen können aber auch frei sein. Sie sind 1,8 mm hoch und messen 0,2 mm im Durchmesser. Die Antheren sind annähernd quadratisch, höher als der Griffelkopf und neigen sich oberhalb des Kopfes ein. Das Gynostegium, die Pollinia und die Gleitschienen sind deutlich sichtbar. Die Gleitschienen sind 300 μm lang. Die Pollinia sind elliptisch und 200 μm und 160 μm hoch. Sie sind hellgelb unter Beleuchtung.

### Früchte und Samen
Früchte und Samen sind bisher nicht bekannt.

### Ähnliche Arten
Ceropegia manderensis ist verwandt mit Ceropegia stenoloba Hochst. ex Chiov. unterscheidet sich jedoch durch die entlang der Längsachse völlig zurückgebogenen Kronblattzipfel. Diese sind zylindrisch und an der Basis ohrförmig. Die Kronblattzipfel sind aber nicht scharf entlang der Längsachse gefaltet, sondern sanft gewölbt; die Längsachse bildet daher keinen Kiel. Die zahlreichen morphologischen Formen von Ceropegia stenoloba haben keine so völlig entlang der Längsachse zurück gebogenen Kronblattzipfel. Außerdem sind sie nicht zylindrisch und haben keine ohrförmige Basis. Meist sind die Kronblattzipfel abgespreizt, d. h., sie bilden keine käfigartige Struktur. Die Blütenkrone von Ceropegia manderensis ähnelt außerdem der Blütenkrone von Ceropegia sobolifera N. E. Br. var. nephroloba H. Huber. Ceropegia stenoloba ist eine in Ostafrika weit verbreitete Art, die zudem sehr variabel ist.

## Geographische Verbreitung und Ökologie
Die Art ist bisher nur von der Typuslokalität bekannt geworden: Straße von Ramut nach Banissa, rund 68 km von der Kehre nach Banissa, Mandera County, Kenia (3° 53' N 40° 31' E). Der Fundort liegt in 810 m Höhe.
Die Art wächst in einem halbtrockenen Akazien-Commiphora-Waldland in einer Höhe von 810 m.

## Systematik und Taxonomie
Die Art wurde 2004 von Patrick Siro Masinde erstmals beschrieben. Sie ist bisher nur von der Typuslokalität bekannt, und bisher liegen auch keine weiteren Funde von dieser Lokalität vor.

## Belege
- Patrick Siro Masinde: Two New Ceropegia (Apocynaceae: Asclepiadoideae-Ceropegieae) Species from Kenya. In: Kew Bulletin. 59(2). 2004: 241–245 Abstract.